# Petra (Làzica)
Petra (en georgià: პეტრას ციხე) va ser una ciutat fortificada a la costa est del mar Negre, a la Làzica, a l'oest de l'actual Geòrgia. Al segle vi, sota l'emperador romà d'Orient Justinià I, va servir com un important lloc d'avançada per als romans al Caucas i, a causa de la seva ubicació estratègica, es va convertir en camp de batalla de la guerra làzica de 541-562 entre Roma i l'Imperi sassànida. L'opinió acadèmica principal identifica Petra amb un assentament en ruïnes de l'antiguitat tardana del llogaret de Tsikhisdziri a Ayaria, al sud-oest de Geòrgia.

## Història

### Fundació
Petra és esmentada per primera vegada en les Constitucions de Novellae de l'emperador romà oriental Justinià I, que daten del 535. Va ser construïda per reforçar l'autoritat romana al Regne de la Làzica, situada a la costa sud-est del mar Negre i, amb l'aprovació de l'emperador, va ser anomenada en el seu honor com Petra Pia Justiniana. Segons l'historiador contemporani Procopi, Petra va ser fundada gràcies als esforços del funcionari romà Tzibus, que posteriorment va exercir un control estricte sobre les importacions de la Làzica. El nom de Petra, literalment 'roca' en grec, feia referència a la costa rocosa i escarpada on es va construir la ciutat. La seva ubicació entre el mar i els penya-segats feia que la ciutat fos inaccessible, a excepció d'un estret i rocós tram de terreny pla, defensat per un mur amb dues torres.

### Guerra làzica
La monopolització del comerç de Tzibus a Petra va deteriorar les relacions de Roma amb els Lazis, el rei dels quals, Gubazes, va buscar en secret l'ajuda sassànida contra Roma. Això va ocasionar la invasió d'un exèrcit sassànida al comandament de Còsroes I el 541, i vint anys de guerra a la Làzica, en el curs dels quals Petra va canviar de mans en diverses ocasions. Còsroes, després d'un atac inicial sense èxit en les fortificacions de la ciutat, va capturar Petra enviant les seves tropes a través d'un túnel construït en secret i destruint les torres, la qual cosa va portar els romans a capitular. Còsroes es va apropiar de les riqueses de Tzibus, que va morir en la batalla, però va tractar els romans de la ciutat amb consideració.
El 548, Justinià va enviar una força militar sota el mandat de Dagisthaeus, aquesta vegada aliada amb els Lazis, descontents amb l'hegemonia sassànida, per reprendre Petra. Els aliats van assetjar la ciutat i van derrotar dos exèrcits sassànides enviats en la seva ajuda, però les maniobres subsegüents del comandant iranià Mihr-Mihroe van fer que les posicions dels assetjats fossin insostenibles. Finalment, Dagisthaeus no va poder tornar a prendre Petra el 549 i es va retirar el mateix any. L'any 551, un exèrcit romanolazi sota el comandament de Bessas va començar-ne un segon setge. Després de més d'un any, la ciutat va caure i Bessas va arrasar la fortalesa de la ciutat per evitar que es convertís novament en objectiu sassànida.

## Arqueologia

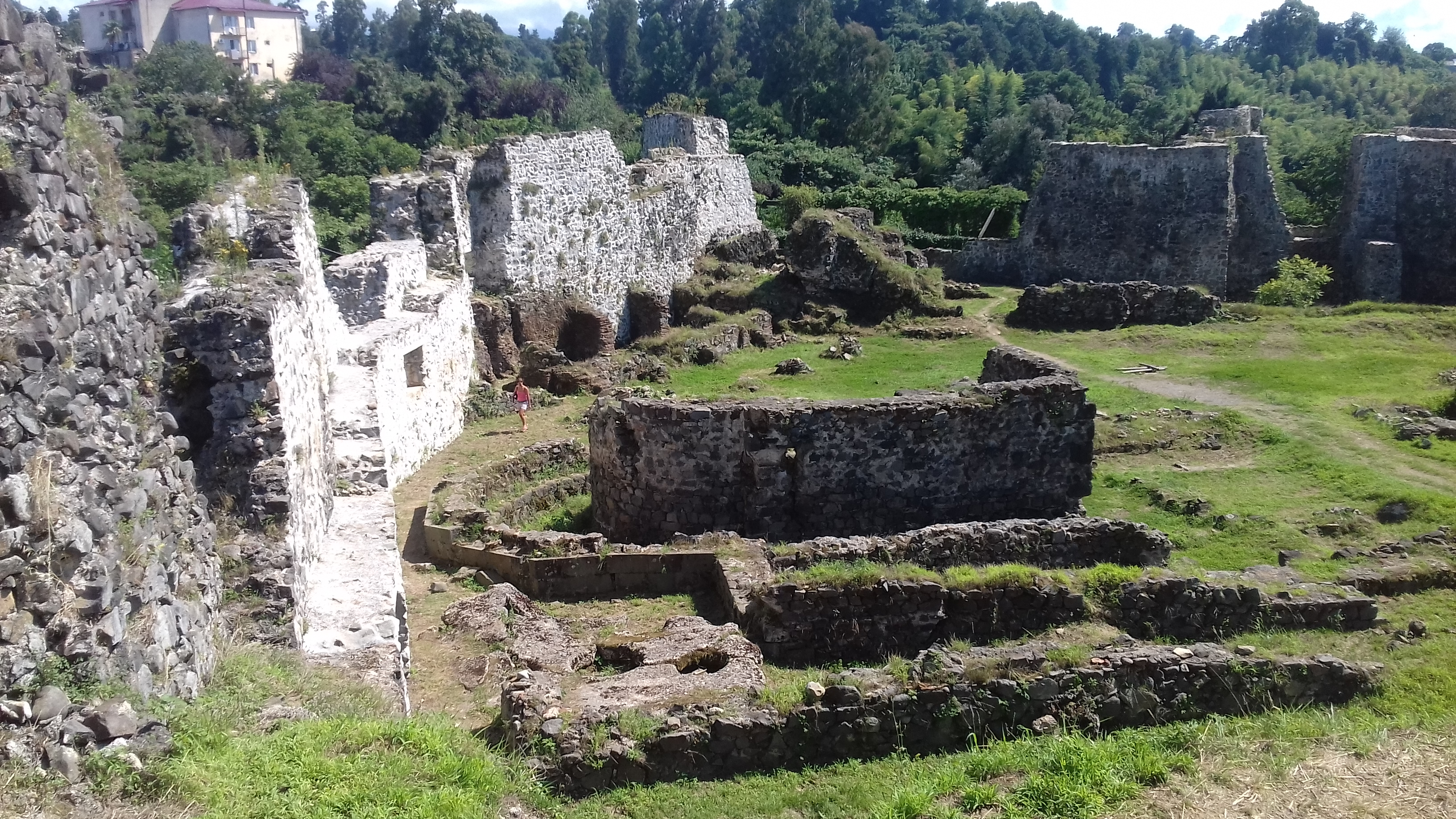
Les ruïnes d'una basílica del a Tsikhisdziri

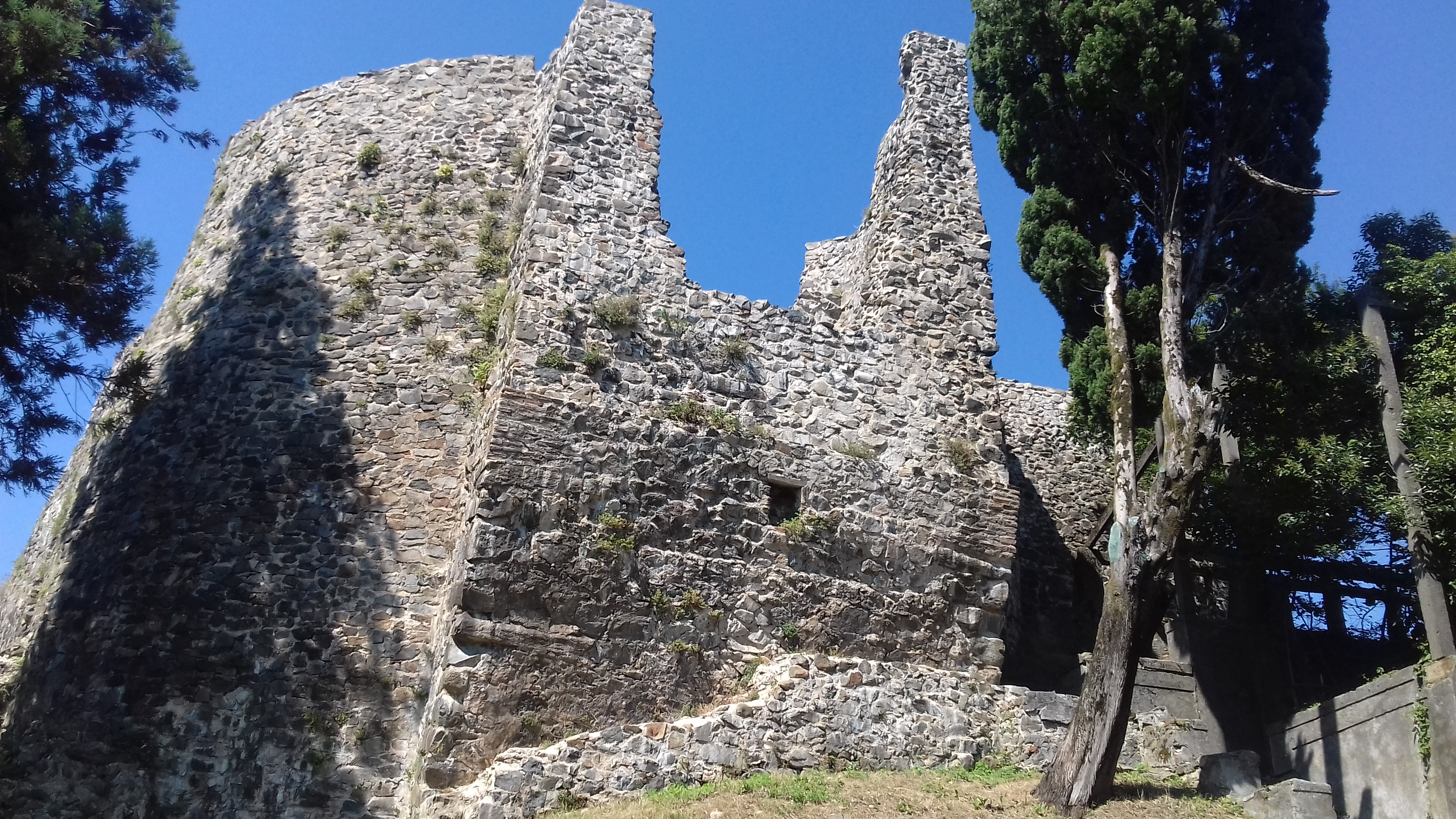
Restes dels murs de la fortalesa de Petra

Les opinions dels experts identifiquen el corrent principal de Petra amb un assentament en ruïnes que es troba al poble de Tsikhisdziri, al sud-oest de Geòrgia, república autònoma d'Adjària, entre Batum i Kobuleti. Conté ruïnes d'una ciutadella, de 200 m de longitud i 100 d'ample: situada en dos veïns pujols rocosos al costat del mar i una gran basílica de tres naus del segle vi, amb un nàrtex, un absis projectat i pis de mosaic, que probablement va ser la seu d'un bisbe. Altres edificis d'aquesta època són un bany, una cisterna, diverses estructures (restes d'un assentament urbà), així com més de 300 enterraments situats a la rodalia. El lloc també ha produït diversos objectes de l'edat del bronze tardà, del període hel·lenístic, romà i medieval. L'evidència literària i arqueològica suggereix que Petra va ser el resultat de l'expansió de Justinià d'un petit fort romà anterior. El lloc està inscrit en la llista del Patrimoni Cultural de Geòrgia i protegit com a Reserva del Museu Arqueològic i Arquitectònic de Tsikhisdziri-Petra.
El primer a suggerir Tsikhisdziri com a lloc de la ciutat romana de Petra va ser el patriarca ortodox de Jerusalem Dositheos II, que va realitzar una gira per l'oest de Geòrgia en la dècada del 1670. Aquesta opinió va ser compartida pels principals estudiants de la història de Geòrgia al segle xix, com Marie-Félicité Brosset i Dimitri Bakradze, i recolza en una base acadèmica més sòlida de Simon Janashia, el 1949. Hi ha alguns estudiosos moderns que han rebutjat la identificació de Petra amb el lloc de Tsikhisdziri, com Simon Kaukhchishvili, un traductor i editor crític de les fonts romanes d'Orient a Geòrgia, i Guram Grigolia.

## Bisbat
La diòcesi, plausiblement una sufragant de Fasis com a figura en l'Annuario Pontifio, no va sobreviure, però fou nominalment restaurada el 1933 com un bisbat titular catòlic llatí sota els noms de Petra in Lazica (llatí), Petra di Lazica (Curiate Italian), Petren (sic) en Lazica (adjectiu llatí), del rang episcopal (més baix), però roman vacant a partir de febrer de 2017, sense haver tingut un sol titular. En els documents oficials del Patriarcat de Constantinoble, apareix sols en el Notitia Episcopatuum del pseudo-Epifani, compost durant el regnat de l'emperador Heracli (al voltant del 640).